# Feuerbach-Laufenbachtal
Das Naturschutzgebiet Feuerbach-Laufenbachtal liegt im Gebiet der Stadt Monschau.

## Beschreibung
der Feuerbach ist zwei bis drei Meter breit und wird von einem Laubwaldsaum begleitet. An die Ufer grenzen beweidete Grünflächen an. Er mündet in den Laufenbach, der danach bis zu Fünf Meter breit ist. Im Bachbett liegen große Steinblöcke. Für die gute Wasserqualität sprechen Insektenlarven und Planarien. Die Ufer sind bis auf die bis zu 15 m hohen Felsnasen meist flach. Alle Felsen sind mit Moosen und Flechten bewachsen. In der Talsohle liegt eine größere Weiheranlage. Der größte Teich ist etwa 150 m lang und 75 m breit, er dient als Fischgewässer. Er wurde 1812 von den Erben der „Tuchfabrik M. P. W. Troistorff“ erworben und zum heutigen „Troisdorfer-Weiher“, ausgebaut, weil sie ihn als Reservoir für eine konstante Wasserzufuhr auch in trockenen Witterungsperioden für ihre bachabwärts im Laufental liegende Spinnerei Wiesenthal benötigten. Im weiteren Talverlauf, zwischen der Rochusmühle und der Blumentaler Mühle, wird der Bach von steilen, meist mit Fichten bestockten Talhängen begleitet. In der Talsohle ist ein meist schmaler Streifen Feucht und Nassgrünland.  Am westlichen Taloberhang finden sich innerhalb von Weideland quellige, binsenbeherrschte Bereiche mit Magergrünland und Buchenheckenreste. Die Durchfeuchtung setzt sich teilweise auch bis in die fichtenbestandenen Steilhänge fort und hat dort zum Umstürzen von Bäumen beigetragen, was die Ansiedlung von Weidengebüsch ermöglicht. Der Laufenbach mündet mitten in Monschau in die Rur.

## Schutzzweck
Geschützt werden sollen die Lebensräume für vieler nach der Roten Liste gefährdeten Pflanzen, Pilze und Tiere in NRW. Angestrebt wird ein Biotopverbund zwischen der Vennhochfläche und dem Rurtal.
Diese zu schützenden Biotoptypen sind in diesem Gebiet anzutreffen: Nass- und Feuchtgrünland, natürliche und naturnahe Gewässer, naturnahe und unverbaute Bachabschnitte,  Magerwiesen,  Zwergstrauchheiden, Sümpfe,  Auwälder, natürliche Felsbildungen.